# Ізвору-де-Сус
Ізвору-де-Сус (рум. Izvoru de Sus) — село у повіті Арджеш в Румунії. Входить до складу комуни Ведя.
Село розташоване на відстані 122 км на захід від Бухареста, 18 км на захід від Пітешть, 84 км на північний схід від Крайови, 120 км на південний захід від Брашова.

## Населення
За даними перепису населення 2002 року у селі проживали 280 осіб, усі — румуни. Усі жителі села рідною мовою назвали румунську.